# Magnus Lindstedt
Magnus Lindstedt (i riksdagen kallad Lindstedt i Öregrund), född 25 maj 1813 i Norrtälje, död 28 april 1892 i Öregrund, var en svensk rådman och riksdagsman.
Lindstedt var rådman i Öregrund. Han företrädde borgarståndet i Öregrund, Östhammar och Norrtälje vid ståndsriksdagen 1859/60 samt i Öregrund, Östhammar och Torshälla 1865/66. Han var även ledamot av riksdagens andra kammare 1874–1875 för Södertälje, Norrtälje, Vaxholms, Öregrunds, Östhammars och Sigtuna valkrets.